# Kléber de Carvalho Corrêa
Kléber de Carvalho Corrêa, genannt Kléber (* 1. April 1980 in São Paulo), ist ein ehemaliger brasilianischer Fußballspieler, der 2014 seine Karriere beim Figueirense FC beendete. Seine bevorzugte Position war die des linken Verteidigers.

## Karriere
Kléber begann seine Karriere bei Corinthians São Paulo, wo er ab 1998 zum Profikader gehörte. Mit Corinthians São Paulo gewann er 1998 und 1999 die Campeonato Brasileiro de Futebol, 2002 die Copa do Brasil, 1999, 2001 und 2003 die Staatsmeisterschaft von São Paulo, 2000 die FIFA-Klub-Weltmeisterschaft und 2002 das Torneio Rio-São Paulo. Für die Saison 2003/04 wurde er an Hannover 96 verliehen, die ihn jedoch danach nicht fest verpflichteten. Stattdessen kaufte der FC Basel ihn und stattete ihn mit einem Dreijahresvertrag aus. Mit dem FC Basel wurde er in der Saison 2004/05 Schweizer Meister. Nach nur einem Jahr verließ er jedoch den FC Basel wieder und kehrte nach Brasilien zurück, um von nun an für den FC Santos zu spielen. Mit dem FC Santos gewann er 2006 und 2007 die Staatsmeisterschaft von São Paulo und wurde in diesen Jahren mit der Bola de Prata als bester linker Verteidiger der brasilianischen Liga ausgezeichnet. Im Januar 2009 wechselte er zum SC Internacional, mit dem er 2009 die Staatsmeisterschaft von Rio Grande do Sul gewann und zum dritten Mal mit der Bola de Prata ausgezeichnet wurde. Mit seinem Verein Internacional Porto Alegre gewann er die Copa Libertadores 2010.

## Nationalmannschaft
Kléber debütierte am 31. Januar 2002 beim Länderspiel gegen Bolivien in der brasilianischen Fußballnationalmannschaft. Mit Brasilien nahm er am Konföderationen-Pokal 2003 teil, wo er in allen Partien Brasiliens zum Einsatz kam. Nachdem er fast vier Jahre lang nicht für die Nationalmannschaft gespielt hatte, wurde er im März 2007 erstmals wieder berufen und nahm auch an der Copa América 2007 teil, welche er mit Brasilien gewann. Am 12. September 2007 schoss er beim Freundschaftsspiel gegen Mexiko sein erstes Tor. Im Juni 2009 nahm er am Konföderationen-Pokal 2009 teil, welchen er mit Brasilien gewann.

## Spielerberater
Nach seiner aktiven Karriere arbeitet er als Spielerberater.

## Erfolge
Nationalmannschaft
- Copa América: 2007
- Konföderationen-Pokal: 2009

Corinthians
- Staatsmeisterschaft von São Paulo: 1999, 2001, 2003
- Campeonato Brasileiro de Futebol: 1998, 1999
- FIFA-Klub-Weltmeisterschaft: 2000
- Copa do Brasil: 2002
- Torneio Rio-São Paulo: 2002

FC Basel
- Schweizer Meister: 2005

Santos
- Staatsmeisterschaft von São Paulo: 2006, 2007

Internacional
- Staatsmeisterschaft von Rio Grande do Sul: 2009
- Copa Libertadores: 20210

## Auszeichnungen
- Bola de Prata als bester linker Verteidiger: 2006, 2007